# 栗木 (横浜市)
栗木（くりき、英: Kuriki）は、横浜市磯子区の町名。現行行政地名は栗木一丁目から三丁目。住居表示実施済み区域。

## 地理
磯子区中部の内陸に位置する。中央を南北に笹下釜利谷道路が通り、道の東側が一丁目、西側北部が二丁目、西側南部が三丁目となっている。道に沿うように笹下川が流れる。笹下釜利谷道路沿いには古くからある住宅や商店がみられ、丘陵地には三井団地や洋光台ハイタウンなどの分譲住宅地が広がる。

### 地価
住宅地の地価は、2025年（令和7年）1月1日の公示地価によれば、栗木3-16-13の地点で16万円/m²となっている。

## 歴史
かつての久良岐郡栗木村であり、1889年（明治22年）に笹下・矢部野・日野・田中・上中里・峯・氷取沢の各村と合併、日下村大字栗木となる。1927年（昭和14年）に横浜市に編入され、磯子区栗木町となった。1970年に、栗木町の一部を含む一帯が洋光台となる。1983年8月8日に住居表示を実施し、栗木町を廃して栗木一〜三丁目が設けられた。
磯子区では明治後期から第2次世界大戦前まで花の栽培が盛んに行われ、栗木にも昭和10年ごろ〜20年ごろまでカーネーションやテッポウユリ、キクなどの栽培を行う温室があった。すでに温室は姿を消したが、「温室前」のバス停留所に当時をうかがい知ることができる。
地名の「くり」は、古語で物の位置すべきところを指す「座（くら）」が転じたもので、「き」は「城」から転じたものと考えられ、横浜南部の古い広域地名「久良岐（くらき）」の語源になったと考えられている。

### 沿革
- 1889年（明治22年）4月1日 - 町村制の施行により、久良岐郡日下村が成立。神奈川県久良岐郡日下村大字栗木となる[10]。
- 1927年（昭和2年）4月1日 - 横浜市に編入。横浜市栗木町となる[10]。
- 1927年（昭和2年）10月1日 - 横浜市の区制施行により、横浜市磯子区栗木町となる[11]。
- 1970年（昭和45年）4月1日 - 住居表示の実施（磯子区洋光台地区）[12]に伴い、栗木町の一部を洋光台四丁目、洋光台五丁目、洋光台六丁目へ編入する[13]。
- 1971年（昭和46年）7月5日 - 住居表示の実施（磯子区森・中原地区）[12]に伴い、上中里町の一部を中原三丁目、中原四丁目へ編入。中原町の一部を編入する[14]。
- 1973年（昭和48年）8月5日 - 土地区画整理事業（左右手）[15]に伴い、栗木町の一部を田中町へ編入する[16]。
- 1978年（昭和53年）7月17日 - 住居表示の実施（磯子区杉田第一次地区）[17]に伴い、栗木町の一部を杉田二丁目、杉田三丁目へ編入する[18]。
- 1983年（昭和58年）8月8日 - 住居表示の実施（磯子区田中・栗木地区）[19]に伴い、上中里町・栗木町・田中町の各一部から、栗木一丁目、栗木二丁目、栗木三丁目を新規設置、栗木町の残部を田中一丁目、田中二丁目、上中里町、氷取沢町、峰町へ編入し、栗木町を廃止する[20]。

### 町名の変遷
| 実施後     | 実施年月日               | 実施前（各町名ともその一部）       |
| ---------- | ------------------------ | ---------------------------------- |
| 栗木一丁目 | 1983年（昭和58年）8月8日 | 上中里町、栗木町、田中町（各一部） |
| 栗木二丁目 | 1983年（昭和58年）8月8日 | 上中里町、栗木町、田中町（各一部） |
| 栗木三丁目 | 1983年（昭和58年）8月8日 | 上中里町、栗木町、田中町（各一部） |

## 世帯数と人口
2025年（令和7年）6月30日現在（横浜市発表）の世帯数と人口は以下の通りである。
| 丁目       | 世帯数    | 人口    |
| ---------- | --------- | ------- |
| 栗木一丁目 | 981世帯   | 2,060人 |
| 栗木二丁目 | 898世帯   | 1,848人 |
| 栗木三丁目 | 907世帯   | 2,023人 |
| 計         | 2,786世帯 | 5,931人 |

### 人口の変遷
国勢調査による人口の推移。
| 年                 | 人口  |
| ------------------ | ----- |
| 1995年（平成7年）  | 5,850 |
| 2000年（平成12年） | 5,995 |
| 2005年（平成17年） | 5,772 |
| 2010年（平成22年） | 6,017 |
| 2015年（平成27年） | 6,001 |
| 2020年（令和2年）  | 5,927 |

### 世帯数の変遷
国勢調査による世帯数の推移。
| 年                 | 世帯数 |
| ------------------ | ------ |
| 1995年（平成7年）  | 2,040  |
| 2000年（平成12年） | 2,177  |
| 2005年（平成17年） | 2,181  |
| 2010年（平成22年） | 2,369  |
| 2015年（平成27年） | 2,415  |
| 2020年（令和2年）  | 2,556  |

## 学区
市立小・中学校に通う場合、学区は以下の通りとなる（2024年11月時点）。
| 丁目       | 番地                                                                            | 小学校                   | 中学校                   |
| ---------- | ------------------------------------------------------------------------------- | ------------------------ | ------------------------ |
| 栗木一丁目 | 20〜21番、22番3〜7号 22番13〜26号 25番2〜3・6号                                 | 横浜市立洋光台第一小学校 | 横浜市立洋光台第一中学校 |
| 栗木一丁目 | 1〜19番、22番1・2号 22番8〜12号・27〜36号 23〜24番、25番1・4・5号 25番7号〜34番 | 横浜市立杉田小学校       | 横浜市立浜中学校         |
| 栗木二丁目 | 全域                                                                            | 横浜市立洋光台第二小学校 | 横浜市立浜中学校         |
| 栗木三丁目 | 1〜8番 34番10〜22号 35番                                                        | 横浜市立洋光台第二小学校 | 横浜市立浜中学校         |
| 栗木三丁目 | 9〜33番 34番25号〜最終号                                                        | 横浜市立さわの里小学校   | 横浜市立浜中学校         |

## 事業所
2021年（令和3年）現在の経済センサス調査による事業所数と従業員数は以下の通りである。
| 丁目       | 事業所数  | 従業員数 |
| ---------- | --------- | -------- |
| 栗木一丁目 | 34事業所  | 178人    |
| 栗木二丁目 | 44事業所  | 176人    |
| 栗木三丁目 | 29事業所  | 210人    |
| 計         | 107事業所 | 564人    |

### 事業者数の変遷
経済センサスによる事業所数の推移。
| 年                 | 事業者数 |
| ------------------ | -------- |
| 2016年（平成28年） | 108      |
| 2021年（令和3年）  | 107      |

### 従業員数の変遷
経済センサスによる従業員数の推移。
| 年                 | 従業員数 |
| ------------------ | -------- |
| 2016年（平成28年） | 659      |
| 2021年（令和3年）  | 564      |

## 交通
町の中央を東西にJR根岸線が通る。昭和50年代まで駅の誘致活動が行われていたが、現在に至るまで駅の新設は具体化されていない。栗木二丁目から根岸線洋光台駅までは概ね1km圏内である。笹下釜利谷道路や環状3号線に洋光台駅や上大岡駅、金沢文庫駅へのバスの便があるほか、住宅地の狭隘道路を通り洋光台駅と磯子駅を結ぶ小型バスの路線もある。

## その他

### 日本郵便
- 郵便番号 : 235-0041[3]（集配局：磯子郵便局[30]）

### 警察
町内の警察の管轄区域は以下の通りである。
| 番・番地等 | 警察署     | 交番・駐在所 |
| ---------- | ---------- | ------------ |
| 全域       | 磯子警察署 | 上中里交番   |

## 参考資料
- 『県別マップル 神奈川県広域・詳細道路地図』2006年4刷 昭文社 ISBN 9784398626998
- “横浜市町区域要覧” (PDF).   横浜市市民局 (2016年6月). 2022年9月6日閲覧。